# Nový Svět (Hradčany)
Nový Svět se nachází na pražských Hradčanech v městské části Praha 1. Rozkládá se v okolí stejnojmenné ulice na severozápad od Pražského hradu poblíž někdejších městských hradeb. Je to malebné zákoutí s křivolakými uličkami a malými obytnými domky, nachází se stranou od hlavní trasy turistického ruchu. V současnosti ke starobylé čtvrti přiléhají i tenisové kurty, dětské hřiště a letní divadelní scéna.

## Historie

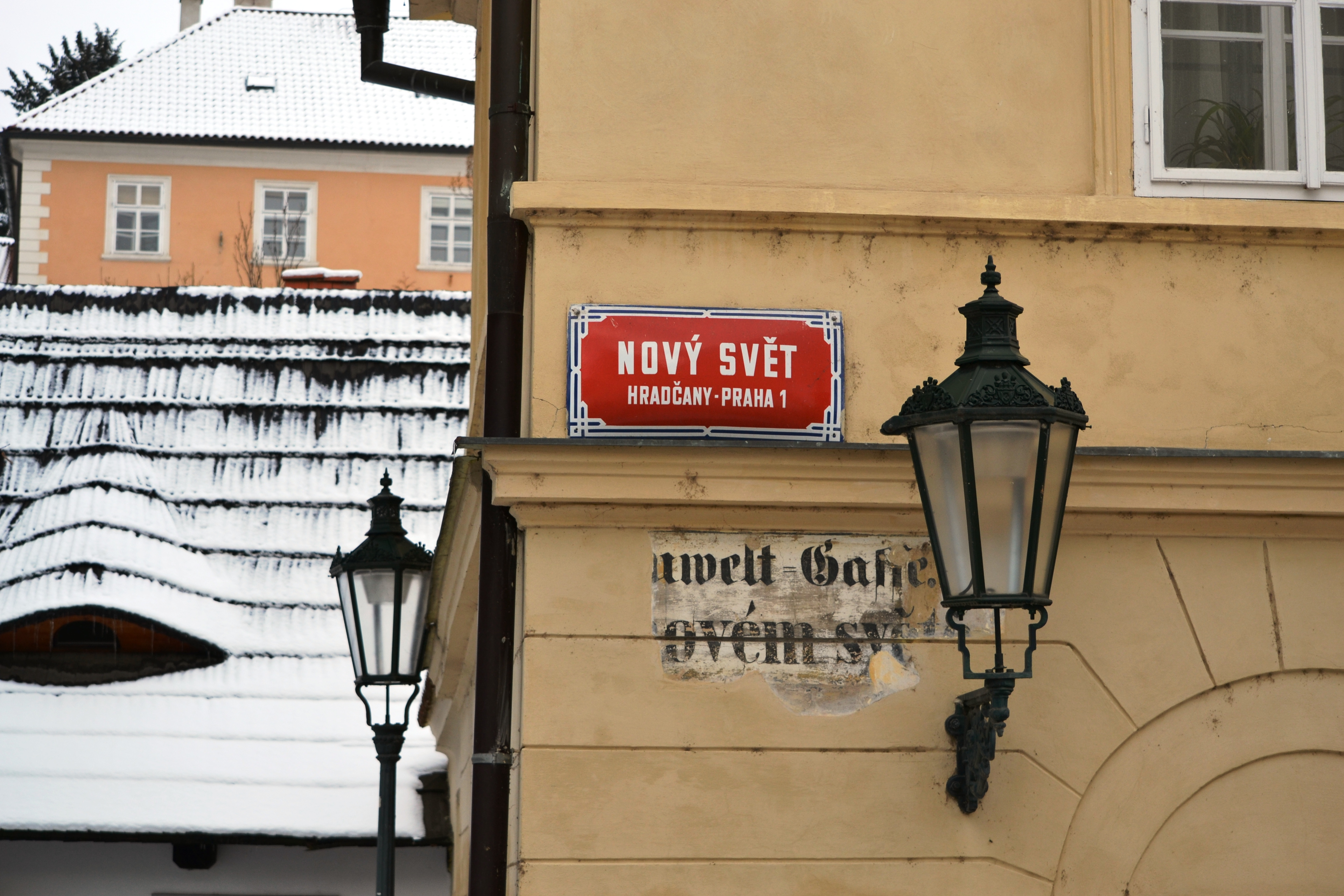
Nový Svět

Hradčany byly jako město založeny kolem roku 1320; vně hradeb v předhradí Pražského hradu vznikal nově Nový svět, a to postupným zasypáváním strže a údolí potoka Brusnice na horním konci Jeleního příkopu. Nový Svět ležel při staré cestě směrem ke Střešovicím. O založení tohoto hradčanského předměstí se po polovině 14. století zasloužil pravděpodobně nejvyšší pražský purkrabí Hynek Berka z Dubé. V roce 1360 bylo na podkladě rozhodnutí císaře Karla IV. toto území přičleněno k Hradčanům a chráněno tehdy nově vznikajícím městským opevněním. Bydleli zde především dvorští zaměstnanci a služebníci Pražského hradu. Nový Svět dvakrát vyhořel. Jednou v době husitských válek v roce 1420 a po obnově v roce 1541 při velkém požáru, který postihl celou Malou Stranu a Hradčany.
Teprve po druhém požáru, vyrostla současná zástavba a od přelomu 16. a 17. století, se ulice pravidelně nazývá Nový svět. Během 17. a 18. století se zástavba podél Jeleního příkopu rozšířila až do jeho horní (východní) části. V 19. století byly zdejší domky již obývány převážně chudinou a platilo to i pro období první republiky. V malých místnostech domků IV. kategorie se tísnily početné rodiny a jejich život provázela nezaměstnanost a hlad. Od 60. let 20. století je ulice obydlena především umělci a vyhledávána návštěvníky, protože je památkově chráněným pásmem, pěší zónou a patří k nejklidnějším zákoutím Hradčan.

## Domy a významní obyvatelé
Nový Svět tvoří stejnojmenná ulička, do které ústí Černínská ulice od zahrad Černínského paláce a křivolaká Kapucínská ulice podél Kapucínského kláštera. Nový Svět končí na rohu Kanovnické ulice. Tam stála brána, která jej oddělovala od zbytku Hradčan. Zbořena byla kolem roku 1890. Několik domů Nového Světa má v názvu slovo zlatý. Všechna domovní znamení se v písemných pramenech objevují teprve od roku 1796.  Chudí obyvatelé této části Hradčan si tak pravděpodobně chtěli zlepšit své renomé. Nynější vlastníci domy opravili a názvy ponechali. Dobrou orientaci poskytují popisná čísla domů, řazená vzestupně od Kanovnické ulice, tedy od Hradčanského náměstí.
- Dům U zlatého noha čp. 76/1, raně barokní novostavba s přístavky, radikálně přestavěná v letech 1932–1933[2], kde v roce 1600 býval ubytovací hostinec. Ubytoval se v něm dánský hvězdář Tycho Brahe až do doby, než se přestěhoval do domu na Pohořelci, na domě je pamětní deska. Jeho hrob se nachází v Týnském chrámu. V domku se v říjnu 1921 narodil vítěz Wimbledonu z roku 1954 Jaroslav Drobný. Kulturní památka.
- Dům U zlaté hvězdy čp. 87/2, jednopatrový domek z poloviny 18. století[3], kde bydlel Karel Kachyňa, v krátké uličce Na Náspu, vedoucí na bývalé barokní hradby v Keplerově ulici. Kachyňa byl režisérem filmů Král Šumavy, Lásky mezi kapkami deště, Sestřičky, Smrt Krásných srnců a mnohých dalších. Kulturní památka.
- Dům U zlaté hrušky čp. 77/3 se stejnojmennou restaurací, dříve U Abraháma, doložen k roku 1796, kdy měl již současnou rokokovou fasádu. Na protější straně ulice jsou vchody do prostor pod Horní Lumbeho zahradou, jeden vede na dětské hřiště a druhý na letní scénu divadla Ungelt, ohrazenou zdí. Kulturní památka.
- Dům U zlatého (modrého) hroznu čp. 78/5, rohový raně barokní palác do Černínské ulice, je poprvé písemně zmíněn roku 1694. Stavba je uvnitř vyzdobena freskami, malovanými stropy a benátskými zrcadly. Žil zde klavírista a hudební skladatel Rudolf Friml., s jehož sestrou Zdenou se oženil Karel Hašler. Fasáda s galerií a balkónem je klasicistní.
- Dům U zlatého žaludu čp.79/7 (také zlatého bažanta), barokní solitér mezi Černínskou a Kapucínskou ulicí. Byl vystavěn v letech 1705–1708 Thomasem Haffeneckerem pro štukatéra Františka Santini-Aichla, bratra slavného architekta Jana Blažeje Santiniho.[4] Existuje hypotéza, podle níž Haffenecker použil při výstavbě Santiniho návrh pro uliční průčelí.[5] Kulturní památka.
- Dům U svatého Michala čp. 80/9; vystavěn současně s čp. 81 a 82 koncem 17. století na místě starších objektů z konce 16. století. K rozdělení na samostatné domy došlo v letech 1804–1805.[6] Od listopadu roku 1854 první bydliště osmi sester boromejek po založení jejich pražského kláštera.[7] Proti němu jsou vchody do prostor pod Horní Lumbeho zahradou, jeden vede na dětské hřiště a druhý na letní scénu divadla Ungelt. Kulturní památka.
- Dům U raka čp. 91/10 na náměstíčku pod hradbami, kde se ulice Černínská napojuje na Nový Svět; jediný roubený dům se šindelovou střechou v historickém centru Prahy. Název pochází od množství raků, kteří žili v potoce Brusnice. Bydleli zde například spisovatelé a přátelé Arnošt Lustig a Ota Pavel. Arnošt Lustig dům vlastnil a po jeho odchodu do exilu se o něj staral Ota Pavel. Současná stavba je replikou původní chalupy, slouží jako penzion. Kulturní památka.
- Dům U zlatého stromu čp. 82/13 byl dříve součástí většího objektu spolu s čp. 80 a 81.[8] Ve vedlejším č. 11 bydlel režisér Jindřich Polák, tvůrce seriálu a filmu Pan Tau. Kulturní památka.
- Dům U zlatého keře čp. 83/15, kulturní památka.
- Dům U zlatého (bílého čápa) čp. 84/17 postaven původně jako součást sousedního domu čp. 83, s nímž tvořil jeden celek. Kulturní památka.[9]
- Dům U Zlatého beránka čp. 85/19 byl stavěný postupně v letech 1672–1724, v 1. polovině 19. století klasicistně upraven. Dvoupatrový řadový dům na nepravidelném protáhlém a zalomeném půdorysu.[10] V šedesátých letech tu míval ateliér Milan Knížák a v sedmdesátých letech malíř Miloš Kurovský. Kulturní památka.
- Dům U bílého lva čp. 86/21 postaven po roce 1786 na místě staršího objektu, který byl zničen za francouzského a později pruského obležení Prahy. Kulturní památka.[11]
- Dům U Zlaté hvězdy čp. 87/2.[12] V přízemí Zlaté Hvězdy je malá kavárna, odkud je vidět do horního Jeleního příkopu a na protékající potok Brusnice. Kulturní památka.
- Dům U posledního štychu čp. 88/23, klasicistní novostavba z roku 1844.[13]
- Dům U Zeleného kříže čp. 89/4 , patrový klasicistní dům. Zadní křídlo budovy bylo upraveno podle návrhu Ignáce Palliardiho v roce 1818. Kulturní památka.[14]
- Dům čp. 74/4. Zde žil a měl svůj první pražský ateliér malíř Jan Zrzavý. Další majitelem byl  režisér Ivo Novák, který se proslavil filmy Léto s kovbojem a Fešák Hubert, nyní zde pracuje malířka Jitka Nesnídalová.
- Dům čp. 97/5. Tento dům je ateliérem a domovem filmaři a výtvarníkovi Janu Švankmajerovi, který se tu v sedmdesátých letech scházel s hercem Janem Třískou.[15]
- Dům U Zlatého pluhu čp. 90/25, bydlel houslista Jan Ondříček a zde se narodil jeho syn houslista František Ondříček; pamětní desku na domě vytvořil Otakar Španiel.
- Dům U Zlatého slunce, čp. 92/27, kde bydlel malíř a grafik Jiří Anderle a akademický malíř a grafik Vladimír Suchánek.[16]

Na Novém Světě žije nebo žilo mnoho dalších významných umělců, například sochař Josef Nálepa, sklář Bořek Šípek, fotografové Jan Reich, Prokop Paul nebo Ota Pajer, malíř Reon Argondian (Jan Zahradník), Jitka Nesnídalová a další.  

## Ve filmu
- Honza málem králem (1977, režie Bořivoj Zeman)
- Srdíčko (1987, režie Eva Sadková)

## Okolní objekty a instituce
- Loretánské náměstí
- Lumbeho vila, Lumbeho zahrada a Horní Lumbeho zahrada
- Vojenský hřbitov
- Klášter kapucínů
- Kostel svatého Jana Nepomuckého (Hradčany)
- Černínský palác (sídlo Ministerstvo zahraničních věcí České republiky)
- Pohořelec

## Galerie

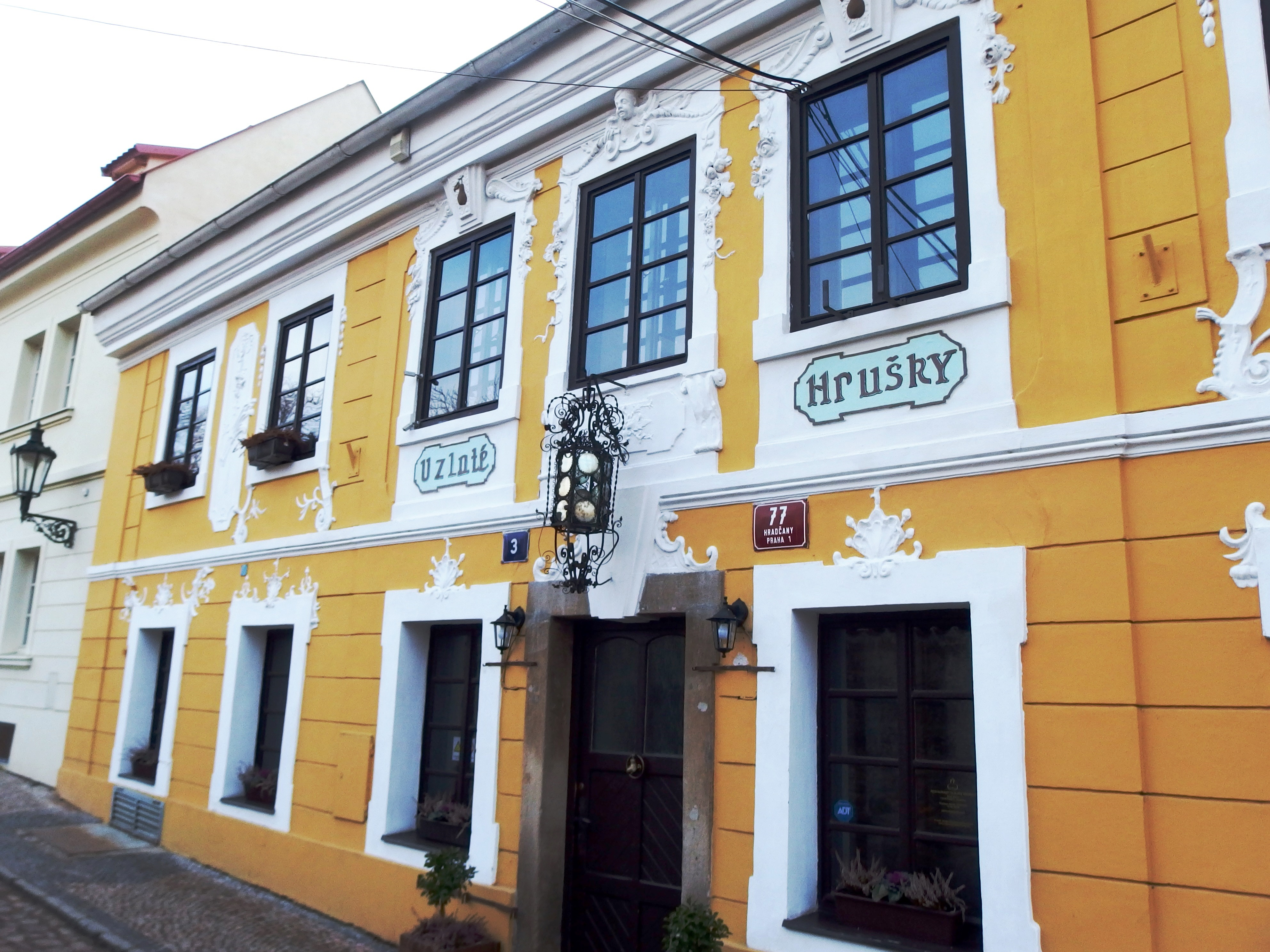
Dům U Zlaté hrušky
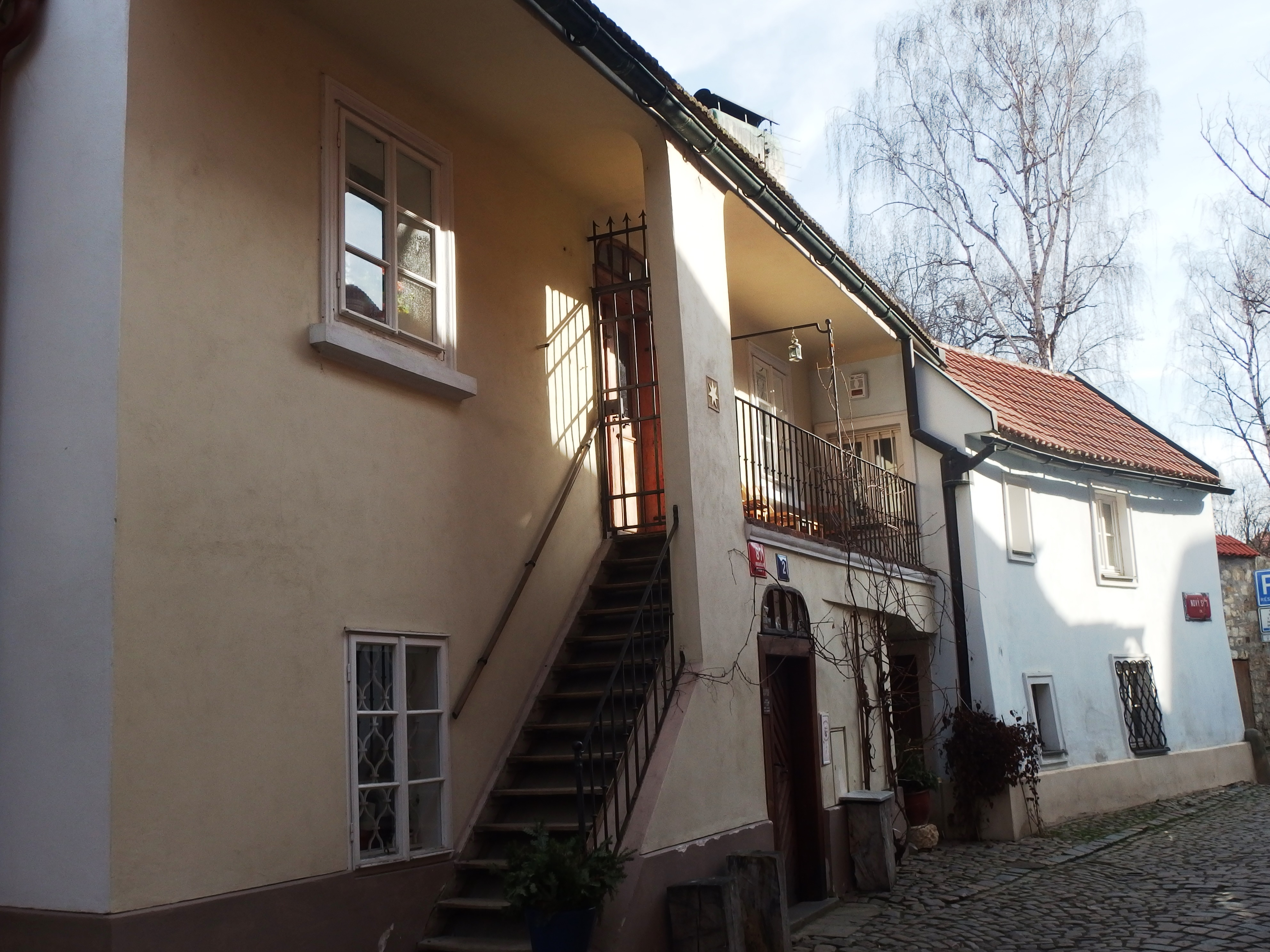
Dům U Zlaté hvězdy
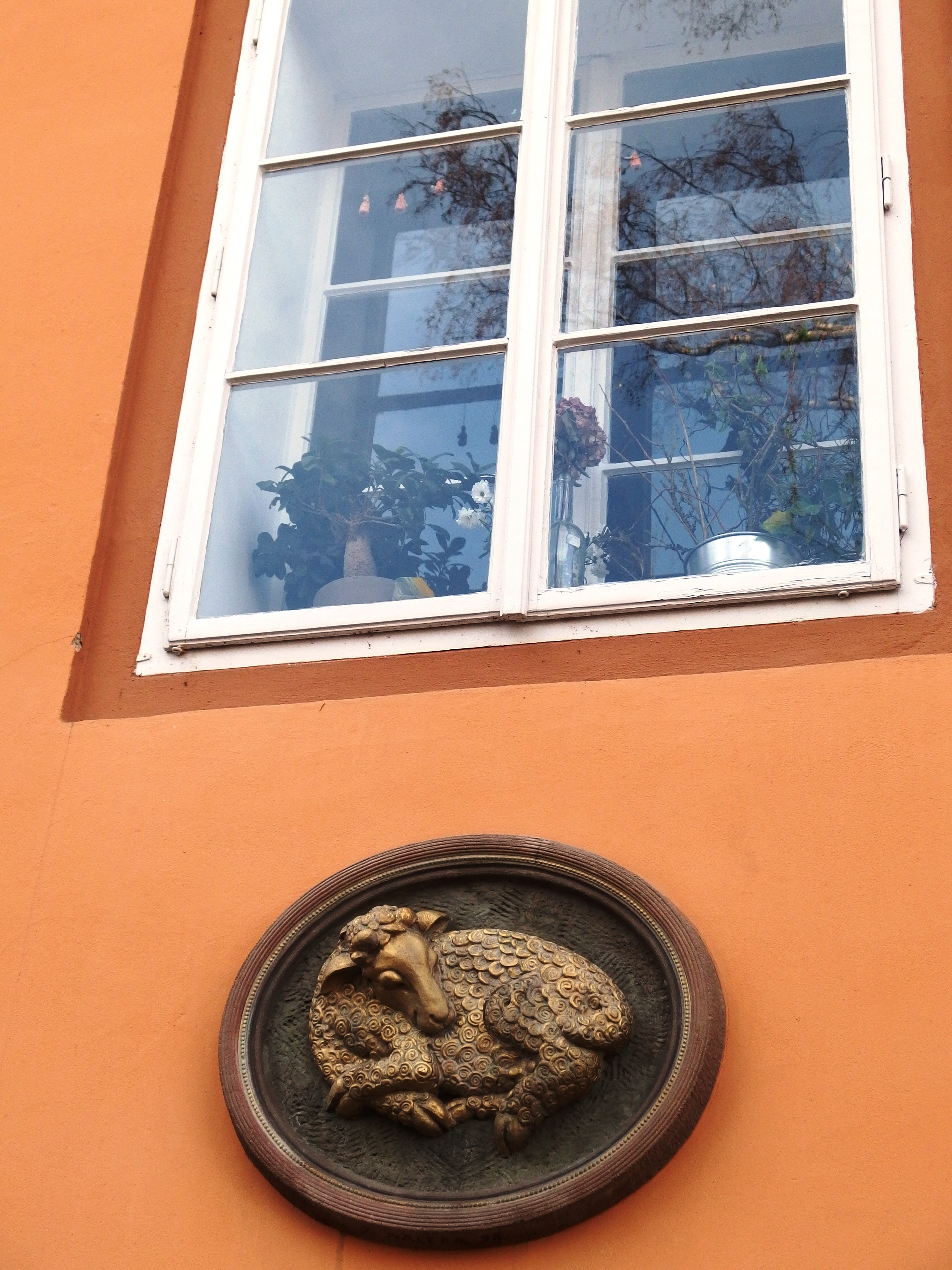
Detail na Domě U Zlatého beránka
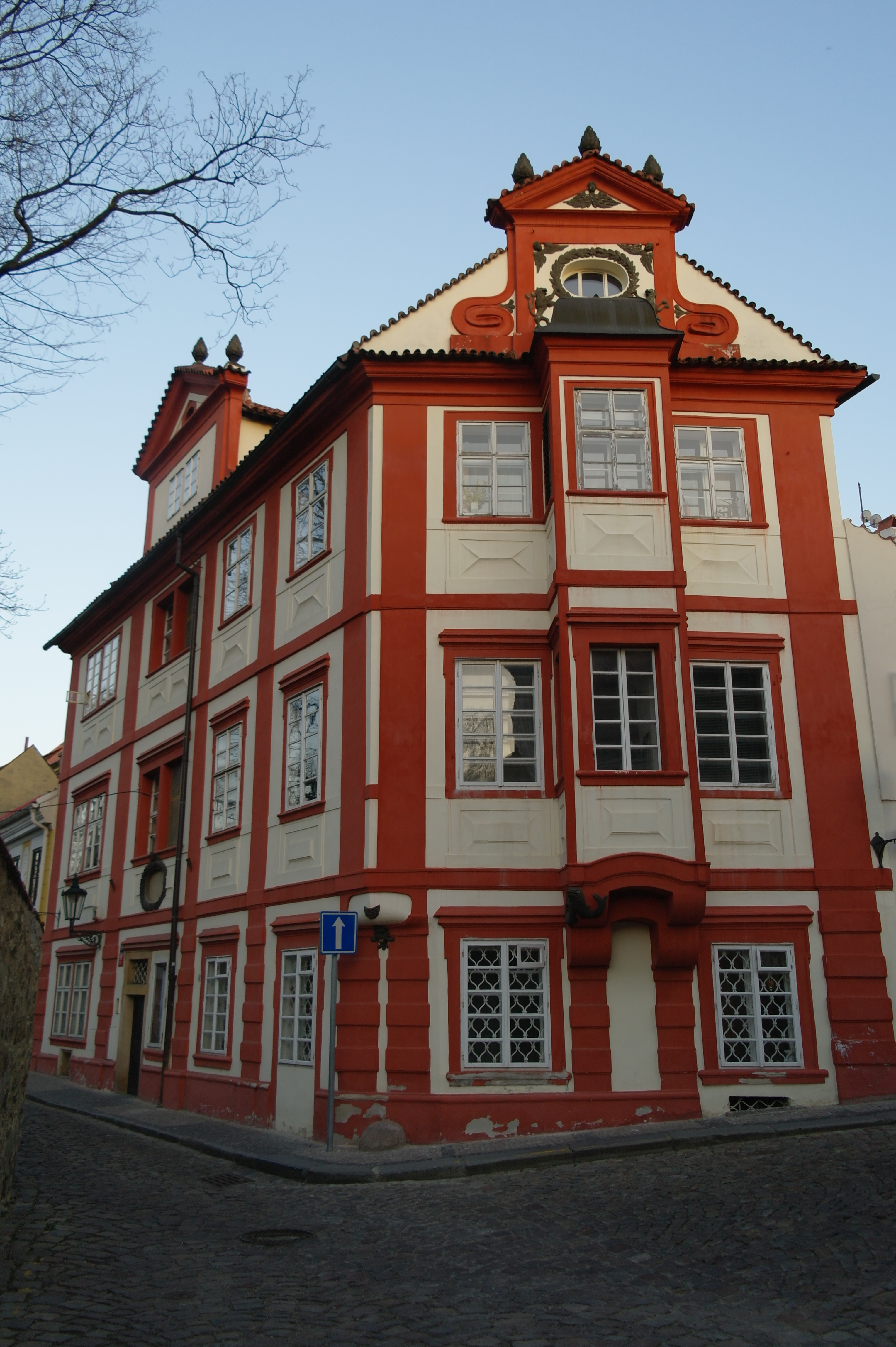
Dům U Zlatého hroznu
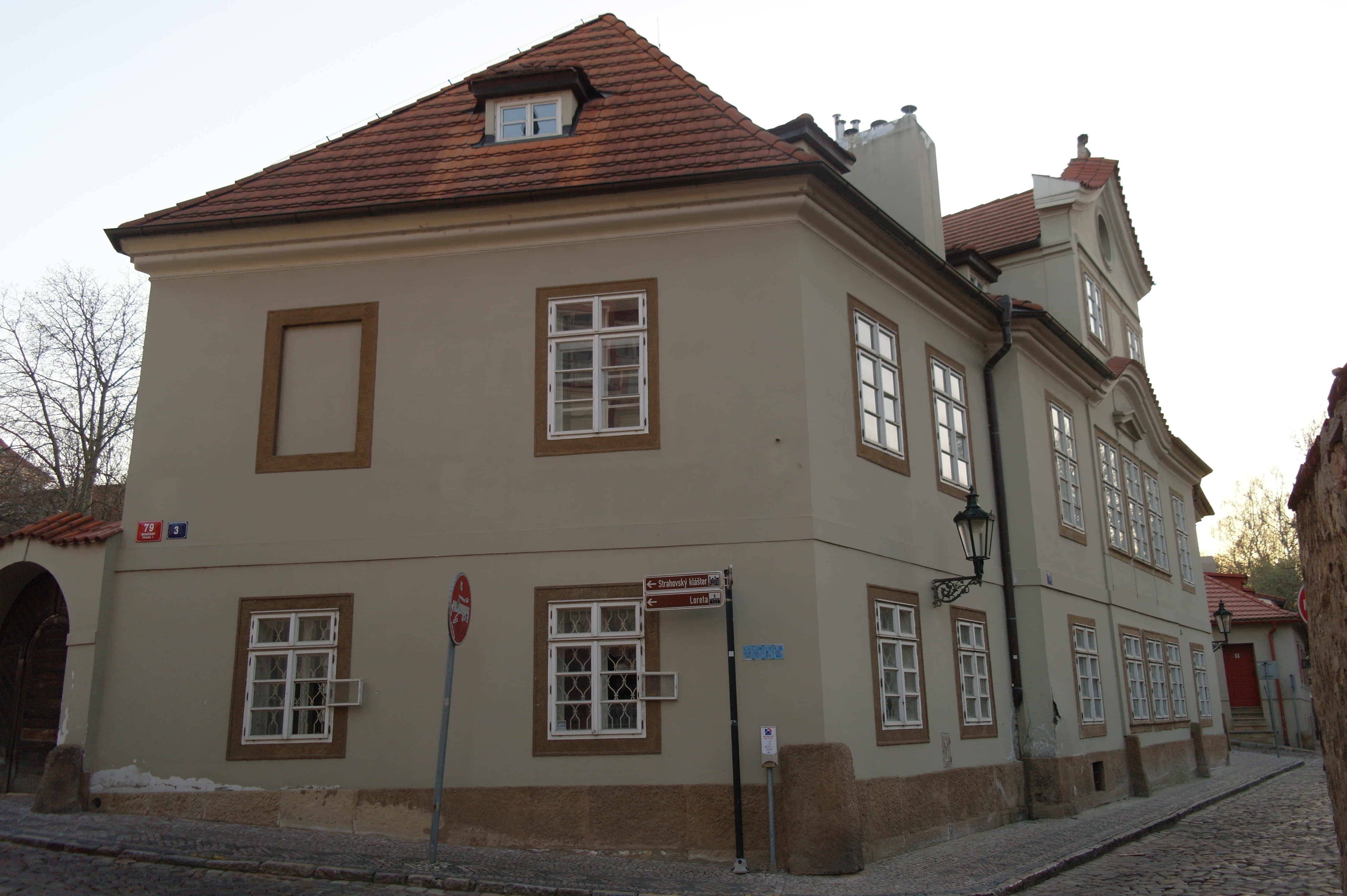
Dům U Zlatého žaludu